# Conus bellocqae
Conus bellocqae is een in zee levende slakkensoort uit het geslacht Conus. De slak behoort tot de familie Conidae. Conus bellocqae werd in 1996 beschreven door van Rossum. Net zoals alle soorten binnen het geslacht Conus zijn deze slakken roofzuchtig en giftig. Zij bezitten een harpoenachtige structuur waarmee ze hun prooi kunnen steken en verlammen.